# Торчин (Хмільницький район)
То́рчин — село в Україні, у Жданівській сільській громаді Хмільницького району Вінницької області. Населення становить 324 особи (2001). До 2020 року орган місцевого самоврядування — Сулківська сільська рада.

## Географія
Село Торчин розташоване за 79 км від обласного центру та 23 км від районного центру, на березі річки Безіменна, яка впадає у річку Снивода.

## Історія
Село засноване у 1330 році. Назва села походить від тюркомовних племен торків, які у XI—XIII століттях захищали південні рубежі Київської Русі.
12 червня 2020 року розпорядження Кабінету Міністрів України від 12 червня 2020 року № 707-р «Про визначення адміністративних центрів та затвердження територій територіальних громад Вінницької області» Сулківська сільська рада об'єднана з Жданівською сільською громадою.

## Особистість
- Шандра Сергій Іванович (1995—2019) — солдат Збройних сил України, учасник російсько-української війни.